# Jadwiga Tyrankiewicz
Jadwiga Tyrankiewicz (ur. 21 listopada 1923 w Wągrowcu, zm. 14 grudnia 1997 w Bydgoszczy) – polska poetka.
Ukończyła filologię polską na UMK ze specjalizacją bibliotekarstwo. Debiutowała jako poetka w 1963 roku na łamach prasy. Pracowała jako nauczycielka w szkołach średnich.

## Tomiki poezji
- Po drugiej stronie słowa
- Głos z ziemi
- Bieg przez wyobraźnie
- Na najbliższej drodze
- Na cały dzień
- Obraz